# LVG C.VI
L'LVG C.VI era un monomotore da ricognizione biplano prodotto dall'azienda tedesco imperiale Luftverkehrsgesellschaft (LVG) negli anni dieci del XX secolo.
Realizzato in oltre un migliaio di esemplari, venne utilizzato principalmente dalla Luftstreitkräfte, la componente aerea del Deutsches Heer (l'esercito imperiale tedesco), durante le ultime fasi della prima guerra mondiale e da numerose altre forze aeree nel periodo postbellico.

## Storia del progetto
Nel 1917, il capo progettista della LVG Wilhelm Sabersky-Müssigbrodt decise di sviluppare un nuovo modello rispondente alla classe C-Typ indicata dall'Idflieg, ovvero aerei biposto armati destinati alla ricognizione aerea.
Sabersky-Müssigbrodt decise di disegnare un velivolo che, pur equipaggiato con lo stesso motore adottato dall'LVG C.V, un Benz Bz.IV da 200 PS (147 kW), appena entrato in servizio, riproponeva le dimensioni più contenute dell'LVG C.II, abbandonando inoltre gli alettoni compensati introdotti nel C.V e dotando la cellula di un diverso impennaggio dalle superfici di maggior superficie.
Durante le prove di volo il C.VI riuscì ad ottenere, in virtù del minor peso e minore resistenza passiva, prestazioni superiori a quelle del C.V così da ottenere dall'Idflieg l'avvio alla produzione in serie.

## Impiego operativo
L'LVG C.VI venne utilizzato dai reparti della Luftstreitkräfte dall'inizio del 1918 in missioni sia di ricognizione che di appoggio tattico. Proprio per le particolarità di queste ultime missioni, che esigevano voli a bassa quota ed a tiro del fuoco di terra, il radiatore, posizionato centralmente sopra l'ala superiore, quando era raggiunto dei proiettili nemici spruzzava sull'equipaggio acqua bollente, per questo alcuni esemplari vennero equipaggiati con radiatori sdoppiati posti sui lati della fusoliera.
Con il termine del conflitto, dopo la ratifica del Trattato di Versailles del 1919 e le imposizioni pretese dalle nazioni della Triplice intesa, l'intera flotta di velivoli militari tedeschi venne requisita per essere assegnata alle nazioni vincitrici come parte del risarcimento dei danni subiti. L'aviazione dell'oramai smembrato Impero tedesco era stata drasticamente ridotta ed i voli, dopo un iniziale divieto imposto dalle potenze vincitrici, ripresero solo dopo qualche tempo limitatamente ai servizi di trasporto civile. La timida rinascita del mercato dell'aviazione nella neofondata Repubblica di Weimar indusse le compagnie aeree ad utilizzare pochi velivoli residuati bellici convertiti in aerei da trasporto passeggeri di linea.

## Utilizzatori

### Militari
Belgio
- Aviation militaire (periodo postbellico)

 Cecoslovacchia
- Češkoslovenske Letectvo (periodo postbellico)

 Finlandia
- Suomen ilmavoimat (periodo postbellico)

 Germania
- Luftstreitkräfte

 Lituania
- Karinės Oro Pajėgos (periodo postbellico)

 Polonia
- Siły Powietrzne (periodo postbellico)

 RSFS Russa
- Raboče-Krest'janskij Krasnyj vozdušnyj flot (periodo postbellico)

 Svezia
- Flygkompaniet (periodo postbellico)

 Svizzera
- Forze aeree svizzere

 Unione Sovietica
- Sovetskie Voenno-vozdušnye sily (periodo postbellico)

### Civili
Finlandia
- Suomen ilmailuliikenne Oy

 Germania
- Deutsche Luft-Reederei

## Esemplari attualmente esistenti
Degli oltre mille esemplari realizzati solo tre sono sopravvissuti allo smantellamento, esposti al pubblico come parte della collezione di musei aeronautici in Belgio, Francia e Regno Unito.

## Curiosità
Lo LVG C.VI fu l'aereo su cui volò per l'ultima volta Lothar von Richthofen, fratello di Manfred von Richthofen detto "Barone Rosso"

### Pubblicazioni
- LVG C VI, in Aerei da guerra, Ginevra - Novara, Edito Service S.A. - Istituto Geografico De Agostini, 1993.